# Olga Helmi
Olga Helmi (* 27. März 2000) ist eine dänische Tennisspielerin.

## Karriere
Helmi, die mit drei Jahren das Tennisspielen begann, bevorzugt das Spiel auf Hartplätzen. Sie spielt überwiegend Turniere auf der ITF Women’s World Tennis Tour, wo sie bislang fünf Einzeltitel  gewonnen hat.

## Turniersiege

### Einzel
| Nr. | Datum              | Turnier     | Kategorie | Belag             | Finalgegnerin          | Ergebnis    |
| --- | ------------------ | ----------- | --------- | ----------------- | ---------------------- | ----------- |
| 1.  | 23. Mai 2021       | Monastir    | ITF W15   | Hartplatz         | Ayumi Koshiishi        | 6:3, 6:2    |
| 2.  | 8. August 2021     | Monastir    | ITF W15   | Hartplatz         | Akvilė Paražinskaitė   | 6:0, 6:3    |
| 3.  | 26. September 2021 | Monastir    | ITF W15   | Hartplatz         | Clara Vlasselaer       | 6:0, 6:3    |
| 4.  | 14. November 2021  | Helsingborg | ITF W15   | Hartplatz (Halle) | Caijsa Wilda Hennemann | 6:1, 6:3    |
| 5.  | 25. September 2022 | Ceuta       | ITF W15   | Hartplatz         | Louise Brunskog        | 4:0 Aufgabe |